# Pisiffik

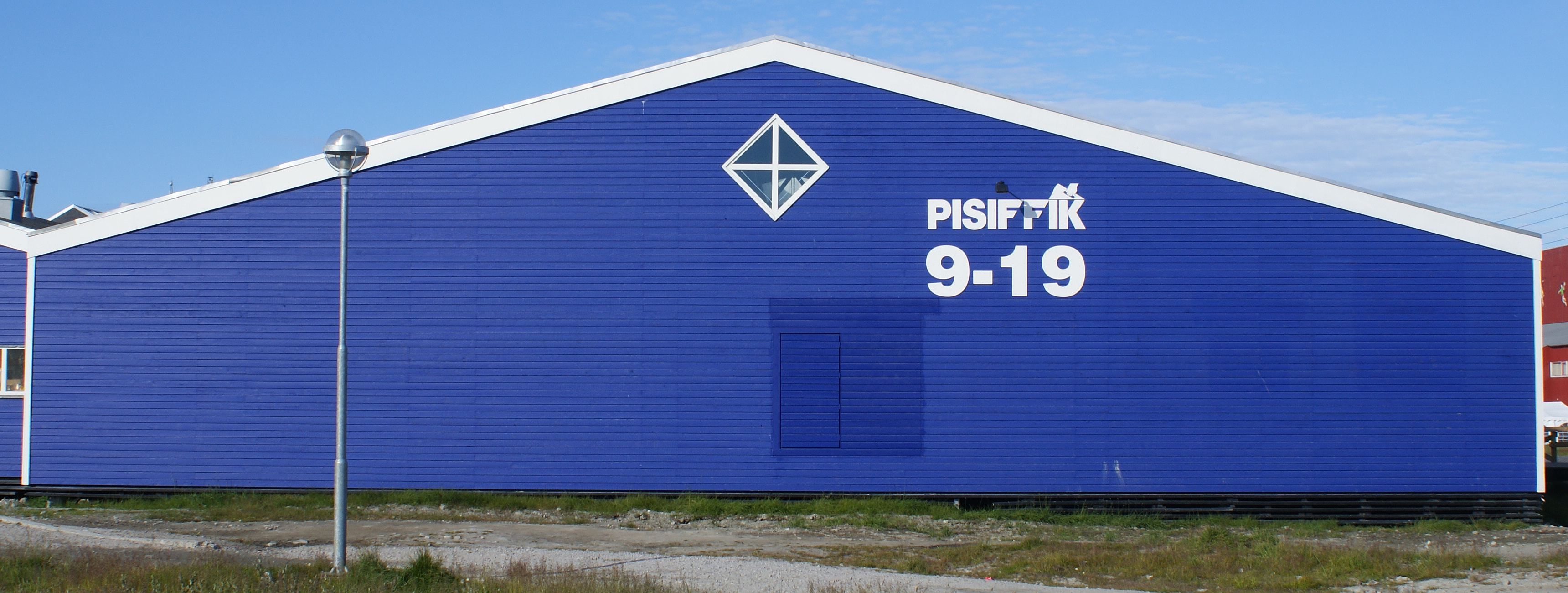
Pisiffiks supermarknad i Ilulissat.

Pisiffik är en grönländsk affärskedja som ägs av Norgesgruppen, som köpte den från Dagrofa A/S i Danmark 2015). Dagrofa hade i sin tur köpt en majoritet i firman 2001, sedan den avskiljts från KNI. 2011 fanns 650 anställda och 39 butiker, och omsättningen var 925 miljoner DKK. 
Butikskonceptet omfattar Pisiffik (supermarknader), SPAR (närbutiker), Torrak Fashion (modebutiker), Pisattat (järnhandel och elektronik), JYSK samt El-giganten. Tillsammans med Catering Engros äger Pisiffik A/S cateringgrossisten KK Engros.